# Giovanni Antonio Marzano
Giovanni Antonio Marzano (1399 – Sessa Aurunca, 1453) è stato un nobile italiano, principe di Rossano, duca di Sessa, conte di Alife, Montalto e Squillace, signore di Baia, Latino, Roccaromana e Sant'Angelo, e grande ammiraglio del Regno di Napoli.

## Biografia
Giovanni Antonio Marzano era il figlio di Giacomo Marzano, duca di Sessa, e Caterina Sanseverino.
Verso la fine del XIV secolo la famiglia Marzano si inimicò il re del Regno di Napoli Ladislao d'Angiò-Durazzo poiché aveva sposato il progetto di conquista del Regno del suo acerrimo nemico Luigi II d'Angiò-Valois. Quando Giacomo morì, nel 1402, il figlio fu affidato al fratello Goffredo, conte di Alife. Quest'ultimo, preoccupato per la vendetta di Ladislao, rafforzò le difese del ducato di Sessa e dei feudi di Rocca Mondragone e Teano.
Il sovrano napoletano fu tuttavia meno invasivo di quanto si potesse credere: fece imprigionare in un primo momento la madre e le sorelle di Giovanni Antonio, le quali vennero rilasciate poco dopo grazie alla sorella Margherita che divenne l'amante del re.
Nel 1414 Ladislao morì e sua sorella Giovanna II d'Angiò-Durazzo le successe al trono. Era molto più lungimirante del fratello e riconobbe la necessità di avere come alleata la famiglia Marzano. Pertanto restituì a Giovanni Antonio tutte le terre del ducato di Sessa che suo fratello Ladislao aveva requisito e lo nominò grande ammiraglio del Regno di Napoli, consentendogli di prendere parte alle riunioni della Corona e dandogli incarichi di grande importanza per la difesa delle coste marittime del Regno.
Ma la regina, sospettosa di tradimenti, decise in un primo momento di far giurare a Giovanni Antonio di non aizzare contro di lei nessun nobile del reame. In seguito, nel 1419, per sigillare meglio il giuramento, riuscì a far sposare Giovanni Antonio con sua cugina Covella Ruffo. Ma il matrimonio fu infelice: da quel momento la vita del Marzano fu tormentata dalla moglie che, avida di potere e difficile da gestire, divenne ben presto la sua più acerrima nemica. Tale situazione non giovò alla crescita del loro unico figlio, Marino Marzano, che divenne col tempo ingestibile come la madre e, dopo la morte del padre, fece cadere in declino tutta la famiglia Marzano.
La regina nel 1422 adottò come suo erede al trono Alfonso V d'Aragona, che tuttavia ben presto le si ribellò. Giovanni Antonio, dal suo canto, volle schierarsi dalla parte di quest'ultimo ed aiutarlo nell'assedio di Napoli del 1423. Da quel momento in avanti i rapporti tra il Marzano e il futuro sovrano di Napoli divennero fraterni.
Nel 1435, quando la regina Giovanna morì, Giovanni Antonio sostenne l'ascesa di Alfonso contro il rivale Renato d'Angiò-Valois, liberando Capua con l'aiuto del governatore Giovanni di Caramanico. Alfonso riconfermò le cariche del Marzano rendendolo uno dei nobili più potenti di tutto il Regno. Il 7 maggio 1435 Alfonso arrivò a Scauri e fu ospitato da Giovanni Antonio nel ducato di Sessa.
Nel 1435 partecipò alla fallimentare battaglia navale di Ponza, venendo catturato e fatto prigioniero insieme ad Alfonso. Il 15 settembre furono condotti a Milano e liberati dal duca Filippo Maria Visconti.
Il 2 giugno 1442 Alfonso conquistò col suo esercito Napoli e Renato, vistosi perduto, fuggì verso Genova. Giovanni Antonio Marzano assistette alla sua incoronazione e prese parte al parlamento indetto da Alfonso. Il legame tra i due si rafforzò sempre più, tant'è che nel 1444 la figlia naturale del re, Eleonora, sposò Marino Marzano.
Nel 1445 sua moglie Covella Ruffo morì e due anni dopo, nel 1447, Giovanni Antonio si risposò con Maria Francesca Orsini, figlia di Giovanni, conte di Manoppello, da cui ebbe Altobello, al quale donò alcuni feudi, tra cui Baia, Latino e Roccaromana.
Giovanni Antonio Marzano morì a Sessa Aurunca nel 1453 e fu sepolto nella Chiesa di San Francesco.

## Ascendenza
|                          |                    |                     | Genitori               |  |  | Nonni |  |  | Bisnonni         |  |  | Trisnonni       |  |
|                          |                    |                     |                        |  |  |       |  |  | Goffredo Marzano |  |  | Tommaso Marzano |  |
|                          |                    |                     |                        |  |  |       |  |  | Goffredo Marzano |  |  | Tommaso Marzano |  |
|                          |                    | Giovanna di Capua   |                        |  |  |       |  |  | Goffredo Marzano |  |  |                 |  |
| Roberto Marzano          |                    |                     |                        |  |  |       |  |  | Goffredo Marzano |  |  |                 |  |
|                          |                    | Giovanna Ruffo      | Giovanni Ruffo         |  |  |       |  |  |                  |  |  |                 |  |
|                          |                    | Giovanna Ruffo      | Giovanni Ruffo         |  |  |       |  |  |                  |  |  |                 |  |
|                          |                    | Giovanna Ruffo      | Francesca di Licinardo |  |  |       |  |  |                  |  |  |                 |  |
| Giacomo Marzano          |                    | Giovanna Ruffo      |                        |  |  |       |  |  |                  |  |  |                 |  |
|                          |                    | ?                   | ?                      |  |  |       |  |  |                  |  |  |                 |  |
|                          |                    | ?                   | ?                      |  |  |       |  |  |                  |  |  |                 |  |
|                          |                    | ?                   | ?                      |  |  |       |  |  |                  |  |  |                 |  |
| ?                        |                    | ?                   |                        |  |  |       |  |  |                  |  |  |                 |  |
|                          |                    | ?                   | ?                      |  |  |       |  |  |                  |  |  |                 |  |
|                          |                    | ?                   | ?                      |  |  |       |  |  |                  |  |  |                 |  |
|                          |                    | ?                   | ?                      |  |  |       |  |  |                  |  |  |                 |  |
| Giovanni Antonio Marzano |                    | ?                   |                        |  |  |       |  |  |                  |  |  |                 |  |
|                          | Enrico Sanseverino | Tommaso Sanseverino |                        |  |  |       |  |  |                  |  |  |                 |  |
|                          | Enrico Sanseverino | Tommaso Sanseverino |                        |  |  |       |  |  |                  |  |  |                 |  |
|                          | Enrico Sanseverino | Isuarda d'Agaldo    |                        |  |  |       |  |  |                  |  |  |                 |  |
| Ruggero Sanseverino      | Enrico Sanseverino |                     |                        |  |  |       |  |  |                  |  |  |                 |  |
|                          |                    | Ilaria dell'Oria    | Ruggero dell'Oria      |  |  |       |  |  |                  |  |  |                 |  |
|                          |                    | Ilaria dell'Oria    | Ruggero dell'Oria      |  |  |       |  |  |                  |  |  |                 |  |
|                          |                    | Ilaria dell'Oria    | ?                      |  |  |       |  |  |                  |  |  |                 |  |
| Caterina Sanseverino     |                    | Ilaria dell'Oria    |                        |  |  |       |  |  |                  |  |  |                 |  |
|                          |                    | ?                   | ?                      |  |  |       |  |  |                  |  |  |                 |  |
|                          |                    | ?                   | ?                      |  |  |       |  |  |                  |  |  |                 |  |
|                          |                    | ?                   | ?                      |  |  |       |  |  |                  |  |  |                 |  |
| Marchesa del Balzo       |                    | ?                   |                        |  |  |       |  |  |                  |  |  |                 |  |
|                          |                    | ?                   | ?                      |  |  |       |  |  |                  |  |  |                 |  |
|                          |                    | ?                   | ?                      |  |  |       |  |  |                  |  |  |                 |  |
|                          |                    | ?                   | ?                      |  |  |       |  |  |                  |  |  |                 |  |
|                          |                    | ?                   |                        |  |  |       |  |  |                  |  |  |                 |  |

## Discendenza
Giovanni Antonio Marzano si sposò nel 1419 con Covella Ruffo, cugina della regina Giovanna II d'Angiò-Durazzo, dalla quale ebbe Marino, anch'egli, come il padre, principe di Rossano, duca di Sessa, conte di Alife, Montalto e Squillace, e grande ammiraglio del Regno di Napoli, il quale sposò nel 1444 Eleonora d'Aragona, figlia naturale del re Alfonso V d'Aragona, avuta dalla sua amante Gueraldona Carlino. Rimasto vedovo, si risposò nel 1447 con Maria Francesca Orsini, figlia di Giovanni, conte di Manoppello, da cui ebbe Altobello, signore di Baia, Latino e Roccaromana, andato in sposo prima ad una dama della famiglia Di Sangro, il cui nome è ignoto, e poi a Laura di Capua.